# 茂菅
茂菅（もすげ）は、長野県長野市の市街地北西の山間部に位置する地区（大字）。郵便番号は、380-0874。
全域が、長野市役所（本庁直轄）第一地区に属する。

## 概要
地区の中央部に頼朝山（638m）、北部に葛山（812m）がそびえ、西部から南部にかけて裾花川が蛇行している。南よりを国道406号が東西に走り、中央部で長野県道76号長野戸隠線が分かれ北に向かう。
周囲は以下の大字・町丁と接する。
中山間地の集落であるが、善光寺の西方2kmほどのところに位置し、長野市の前身である旧長野町への合併も1889年（明治22年）の町村制施行時とかなり早期である。
芋井・戸隠方面に向かう県道76号、鬼無里方面に向かう国道406号、小田切・七二会方面に向かう県道401号が分かれる、長野市西部山間部への入口にあたる地区である。集落は地区南部の旧国道406号と県道76号との交点付近の本郷、その南側の裾花川沿いに位置する外茂菅と、地区北部の頼朝山中腹にある静松寺の周辺の横棚がある。
外茂菅には1936年（昭和11年）〜1944年（昭和19年）にかけて走っていた善光寺白馬電鉄の茂菅駅があり、現在でもホーム跡が残る。この善光寺白馬電鉄の隧道内には、松代大本営計画の中で武器庫などに活用され、善光寺温泉に皇族住居が移される予定だった。
地区西部の裾花川沿いの谷である仁棚では古くから草生水（原油）を産し、日本初の石油会社である長野石油会社は1873年（明治6年）から掘削を試みたが、石油井の開発は進まず、1881年（明治14年）に会社は倒産した。
地区内の人口および世帯数は、153世帯 384人（令和5年3月1日現在）。

## 沿革
- 1557年（弘治3年） - 武田氏が村内の葛山城・頼朝山城を攻め、いずれも落城
- 江戸時代 - 水内郡茂菅村は松代藩領であった
- 1879年（明治12年）1月4日 - 郡区町村編制法施行。茂菅村は上水内郡に属する
- 1889年（明治22年）4月1日 - 町村制施行。上水内郡茂菅村、同郡長野町・西長野町・南長野町・鶴賀町（七瀬・居町を除く）と合併し、上水内郡長野町となる。旧茂菅村域は、大字茂菅となる
- 1897年（明治30年）4月1日 - 長野町が市制施行。長野市となる

長野市茂菅の歴史
- 1936年（昭和11年）11月22日 - 善光寺白馬電鉄が開通し、地区南部を通過する。地区内に茂菅駅が置かれる。のち、1944年（昭和19年）1月10日休止、1969年（昭和44年）7月9日廃止
- 1945年（昭和20年）7月26日 - 松代大本営「チ」号倉庫の工事命令が出されるが、着手前に終戦を迎える
- 2009年（平成21年）4月26日 - 国道406号百瀬〜茂菅バイパス開通。地区内の集落を頼朝山トンネル（L=572m）でバイパスする

## 交通
路線バス
地区内の国道406号旧道・長野県道76号長野戸隠線を走る、アルピコ交通（川中島バス）の以下の系統が利用できる。
- アルピコ交通（川中島バス）
  - 73 長野バスターミナル - 長野駅 - 戸隠中社
  - 74 長野バスターミナル - 長野駅 - 鬼無里
  - 75急 長野バスターミナル - 長野駅 - 奥裾花自然園（季節運行）
  - 79 長野バスターミナル - 長野駅 - 滝屋

## 施設
- 旧善光寺白馬電鉄 茂菅駅跡
- 飯縄神社 - 茂菅の産土神。祭礼には明治末期から花火が献納されている。
- 頼朝山静松寺
- 葛山城跡